# مارسيلينا زافادزكا
مارسيلينا زافادزكا (ولدت في 25 يناير 1989) عارضة أزياء بولندية وحاملة لقب ملكة جمال بولونيا عام 2011 ، توجت مارسيلينا بمسابقة ملكة جمال بولونيا 2011 من قبل روزاليا مانشيفيتش (ملكة جمال بولونيا 2010) ليلة الجمعة 9 ديسمبر 2011 في مركز الفلكلور «ماتيكزنيك - مازوسزي» في أوتريبوسي بالقرب من وارسو. مثلت مارسيلينا بلدها بولندا في مسابقة ملكة جمال الكون لعام 2012 وكانت من بين أفضل 16 متسابقة ، وكانت أعلى مرتبة لبولندا منذ عام 1989.